# تازه آباد آصف (مقاطعة ديواندرة)
تازه‌آباد آصف (بالفارسية: تازه‌آباد آصف) هي قرية تقع في قسم سارال الريفي (مقاطعة ديواندرة) في إيران. يقدر عدد سكانها بـ 231 نسمة بحسب إحصاء 2016.